# Conservatoire Arrigo Boito de Parme
Le conservatoire Arrigo Boito de Parme est l'un des conservatoires les plus anciens et les plus renommés d'Italie.

## Histoire
L'intérieur du couvent et de l'église consacré aux Carmine où se trouve encore aujourd'hui le conservatoire de musique Arrigo Boito est un établissement destiné aux soins des orphelins et des enfants pauvres. En 1769, l'académie devient une école de chant à l'usage du théâtre ducal (à laquelle participent aussi les religieuses).
En 1819, Marie-Louise d'Autriche alors duchesse de Parme en fait une véritable école de musique. Les élèves commencent à servir dans la chapelle San Lodovico. En 1825, l'école est agrandie. Cette année-là, Marie-Louise offre, à tous les élèves qui accomplissent le cycle de formation, l'instrument étudié et 50 lires à ceux qui suivent les cours de chant. En 1840, elle décide d'introduire l'obligation d'étudier un instrument parmi le violon, le hautbois, la contrebasse, le basson, la flûte et la clarinette auxquels s'ajoutent par la suite le piano, le violon, le cor, la trompette, l'orgue (ce dernier exclusivement dans la chapelle de San Paolo) et une étude particulière sur la composition musicale. Le 12 juin 1855 l'école féminine vient compléter l'ensemble et l'école prend le nom de Regia Scuola di Musica. L'école est dirigée par Giusto Dacci.
En 1888, une loi italienne fortement soutenue par le maire de Parme Giovanni Mariotti (it), réformateur de l'Université de Parme, met fin à la Regia Scuola di Musica et la détache des hospices civils de Parme à laquelle jusque-là elle dépend administrativement comme organisme de bienfaisance. Cette loi prévoit une importante réforme des études musicales et institue le conservatoire de musique comme une institution autonome de l'État italien. L'instruction musicale passe ainsi définitivement du cadre de l'assistance sociale à la « pleine dignité de l'instruction spécialisée », comme décrit dans le rapport au parlement par Giovanni Mariotti.
Simultanément, une loi spéciale est promulguée afin d'incorporer les archives musicales de la Regia Scuola di Musica à la musique de Marie-Louise conservée dans la Biblioteca Palatina, ainsi que les donations successives, de musique et les livrets du comte Stefano Sanvitale. La nouvelle bibliothèque de l'institution est ainsi créée, le seul cas de bibliothèque musicale italienne, dont le siège, la structure et les fonctions sont définies par la loi. Son contenu s'est depuis enrichi notamment par les dons reçus par le conservatoire. La bibliothèque est dirigée depuis le XXe siècle par le professeur d'histoire de la musique et bibliothécaire du conservatoire de musique.
Avec l'aide de Giuseppe Verdi, le conservatoire de Parme collabore avec les trois autres conservatoires qui existent déjà en Italie dans les villes de Milan, Naples et Palerme. Toujours sur les conseils de Giuseppe Verdi, les premiers directeurs de l'institut de musique, Giovanni Bottesini et Franco Faccio, sont nommés. Arrigo Boito occupe le poste de directeur honoraire du conservatoire (1890-1891) immédiatement après avoir terminé l'écriture du livret de Falstaff pour Verdi.
En 1913, une salle de concert de 250 places est inaugurée dans l'ancien réfectoire du couvent qui dispose déjà, depuis le début du siècle, d'une salle de concert au nom de Giuseppe Verdi. En 1919, le conservatoire prend pour nom celui de Arrigo Boito.

## Administration des cours
Les cours du conservatoire sont structurés en quatre niveaux, ce qui correspond à un minimum de quatre ans et un maximum de douze années d'études. Les cours sont divisés en trois sessions.

## Salles de concert
Le conservatoire possède trois salles de concert :
- Salle Giuseppe Verdi (it).
- Salle Claudio Merulo (it).
- Salle-Auditorium del Carmine.

## Directeurs
- Ferdinando Simonis, 1818-1837.
- Giuseppe Alinovi, 1837-1856.
- Giovanni Rossi, 1856-1874.
- Giusto Dacci, 1875-1888.
- Giovanni Bottesini, 1888-1889.
- Franco Faccio, 1890.
- Arrigo Boito, 1890-1891.
- Giuseppe Gallignani, 1891-1897.
- Giovanni Tebaldini, 1897-1903.
- Amilcare Zanella, 1903-1905.
- Guido Alberto Fano, 1905-1911.
- Guglielmo Zuelli, 1911-1929.
- Luigi Ferrari Trecate, 1929-1955.
- Gaspare Scuderi, 1955-1956.
- Rito Selvaggi, 1956-1959.
- Lino Liviabella, 1959-1963.
- Riccardo Capsoni, 1963-1966.
- Guido Turchi, 1966-1970.
- Riccardo Capsoni, 1970-1973.
- Renato Falavigna.
- Piero Guarino (it).
- Maria Caludia Termini.
- Emilio Ghezzi (it), 2004-2007, 2007-31 octobre 2010.
- Roberto Cappello (it), du 1er novembre 2010, Fausto Pedretti (vice-directeur).

## Professeurs célèbres
- Virginio Ferrari (1833-1886), professeur et concertiste de clarinette.
- Edgardo Cassani (Parme, 1868-1936), professeur de clarinette, compositeur et directeur d'orchestre.
- Angelo Campori (Brescia 1934), directeur d'orchestre, professeur d'exercices orchestrales.
- Attilio Brugnoli (Rome 1880 - Bolzano 1937), concertiste de piano et professeur.
- Guido Zorzut, professeur de percussions. Percussionniste à l'orchestre du Teatro Regio de Parme.
- Ferruccio Gonizzi (Parme, 1906-1985), clarinettiste et professeur de clarinette de 1935 à 1976.
- Renzo Robuschi (Parme, 1911-1988), trompettiste et professeur de trompette.
- Edgardo Egaddi (Parme, 1925-2000), directeur de chœur, professeur de chorale, directeur du chœur du Teatro Regio de Parme.
- Adolfo Tanzi (Felegara, Medesano 1944-2008), directeur de chœur, professeur de chorale et harmonie, directeur du chœur du Teatro Regio de Parme.

## Élèves célèbres
- Giovanni Bolzoni (musicien) (compositeur).
- Cleofonte Campanini (it) (directeur d'orchestre).
- Italo Campanini (it) (chanteur).
- Luca Fanfoni (it) (violoniste).
- Adalgisa Gabbi (chanteur).
- Ildebrando Pizzetti (compositeur).
- Enrico Polo (it) (violoniste).
- Arturo Toscanini (directeur d'orchestre).
- Emilio Usiglio (compositeur).
- Sabine Steffan (chanteuse lyrique, soprano).

## Sources
- (it) Cet article est partiellement ou en totalité issu de l’article de Wikipédia en italien intitulé « Convitto nazionale » (voir la liste des auteurs).